# Bati (Etiopia)
Bati – miasto w Etiopii, w regionie Amhara. W 2010 liczyło 28 994 mieszkańców.